# 438
Évszázadok: 4. század – 5. század – 6. század
Évtizedek: 380-as évek – 390-es évek – 400-as évek – 410-es évek – 420-as évek – 430-as évek – 440-es évek – 450-es évek – 460-as évek – 470-es évek – 480-as évek
Évek: 433 – 434 – 435 – 436 –  437 – 438 – 439 – 440 – 441 – 442 – 443

## Események

### Nyugat- és Keletrómai Birodalom
- II. Theodosius császárt és Anicius Acilius Glabrio Faustust választják consulnak.
- Elkészül a Nagy Constantinus óta kiadott császári rendeleteket összegyűjtő Codex Theodosianus, amely a következő évtől fogva mind a Kelet-, mind a Nyugatrómai Birodalomban a bíráskodás alapjául szolgál.
- II. Theodosius felesége, Aelia Eudocia Jeruzsálembe zarándokol és számos ereklyét gyűjt.
- Konstantinápolyba szállítják Aranyszájú Szent János volt pátriárka ereklyéit.
- Hermeric, a hispániai szvébek királya hosszas betegeskedés után átadja koronáját fiának, Rechilának.

### Szászánida Birodalom
- 38 éves korában meghal V. Bahrám király. Utóda fia, II. Jazdagird.

## Születések
- Paviai Epiphanius, püspök

## Halálozások
- V. Bahrám, szászánida nagykirály

## Fordítás
- Ez a szócikk részben vagy egészben  a(z)   438 című angol Wikipédia-szócikk ezen változatának fordításán alapul.  Az eredeti cikk szerkesztőit annak laptörténete sorolja fel. Ez a jelzés csupán a megfogalmazás eredetét és a szerzői jogokat jelzi, nem szolgál a cikkben szereplő információk forrásmegjelöléseként.